# Cool Spot
Cool Spot is een platformspel uit 1993, ontwikkeld en uitgegeven door Virgin Interactive voor de Sega Mega Drive en SNES. Het spel werd later geporteerd naar andere systemen.
Het hoofdpersonage is Cool Spot, een mascotte voor het frisdrankmerk 7Up.

## Spel
In het spel bestuurt de speler Cool Spot die kan springen, klimmen, en vijanden aanvallen door het gooien van frisdrankblikjes. Het doel is om andere Cool Spots te redden uit hun gevangenis, die verspreid in het veld zijn te vinden.
Wanneer de speler voldoende Spots heeft verzameld kan deze een bonusronde spelen om zo continues te krijgen. Hiermee kan Cool Spot doorspelen bij het verliezen van een laatste leven.

### Regionale verschillen
In de Europese versie is de 7Up-fles verwijderd in het begin van het spel en vervangen door een gewone frisdrankfles. Deze beslissing was om Cool Spot niet te veel te associëren met de rode stip in het 7Up-logo, omdat Fido Dido in deze regio de officiële mascotte was.

## Platforms
| Jaar | Platform                                               |
| ---- | ------------------------------------------------------ |
| 1993 | SNES, Sega Mega Drive                                  |
| 1994 | Sega Master System, Game Gear, Game Boy, Amiga, MS-DOS |